# Emeria
Emeria is een geslacht van vliesvleugeligen uit de familie Trichogrammatidae. De wetenschappelijke naam van dit geslacht is voor het eerst geldig gepubliceerd in 1988 door Skalski.

## Soorten
Het geslacht Emeria is monotypisch en omvat slechts de volgende soort:
- Emeria simetitia Skalski, 1988